# 3.ª Brigada Mixta (Ejército Popular de la República)
La 3.ª Brigada Mixta fue una unidad del Ejército Popular de la República creada durante la Guerra Civil Española. Fue una de las primeras unidades que se creó siguiendo el sistema de las Brigadas Mixtas, y participó en casi todas las principales batallas que tuvieron lugar durante la contienda. Esta unidad estuvo compuesta por carabineros.
La Tercera brigada es mencionada en la letra de Si me quieres escribir, una de las canciones más famosas del Ejército republicano durante la Guerra civil.

## Historial
La brigada fue creada en octubre de 1936 en Alcázar de San Juan a partir de efectivos de los carabineros y quedó bajo el mando del comandante de carabineros José María Galán. Galán, militante comunista, había sido uno de los principales organizadores del Quinto Regimiento.

### Frente del Centro
Después de recibir instrucción, la unidad partió al frente de Madrid, hacia el sector de Las Rozas de Madrid-Majadahonda. Coincidiendo con la llegada del Ejército de África a Madrid, el 7 de noviembre la 3.ª Brigada Mixta se encontraba situada en la zona de Pozuelo con unos efectivos en torno a las 2.500 hombres. Ese mismo día entró en combate con las fuerzas sublevadas, logrando detener su avance y mantener sus posiciones en el Campamento de Retamares; esta acción sería decisiva para la Defensa de Madrid. En los siguientes días recibió un batallón internacional como refuerzo, tras lo cual efectuó varios contraataques en Campamento y Cuatro Vientos. El 29 de noviembre los rebeldes lanzaron una nueva ofensiva en el sector Pozuelo que fue detenida en poco tiempo por la 3.ª Brigada Mixta, aunque a costa de fuertes bajas; una de aquellas bajas fue el comandante de la brigada, Galán. Le sustituyó el capitán de Carabineros Emeterio Jarillo Orgaz.
Debido a las bajas la unidad fue retirada del frente y tras algunos días en la retaguardia, fue enviada al frente de Andalucía, llegando a Andújar el 26 de diciembre. No obstante, el 3 de enero de 1937 recibió la orden de trasladarse otra vez al Frente de Madrid, dado que la situación allí seguía siendo grave. La llegada a España de un cargamento de armas de Polonia permitió que toda la brigada fuera equipada con fusiles. No llegó a participar en la Batalla del Jarama, aunque estuvo apostada en las cercanías. Unas semanas después la unidad se integró en la 10.ª División que estaba bajo el mando de Galán. 

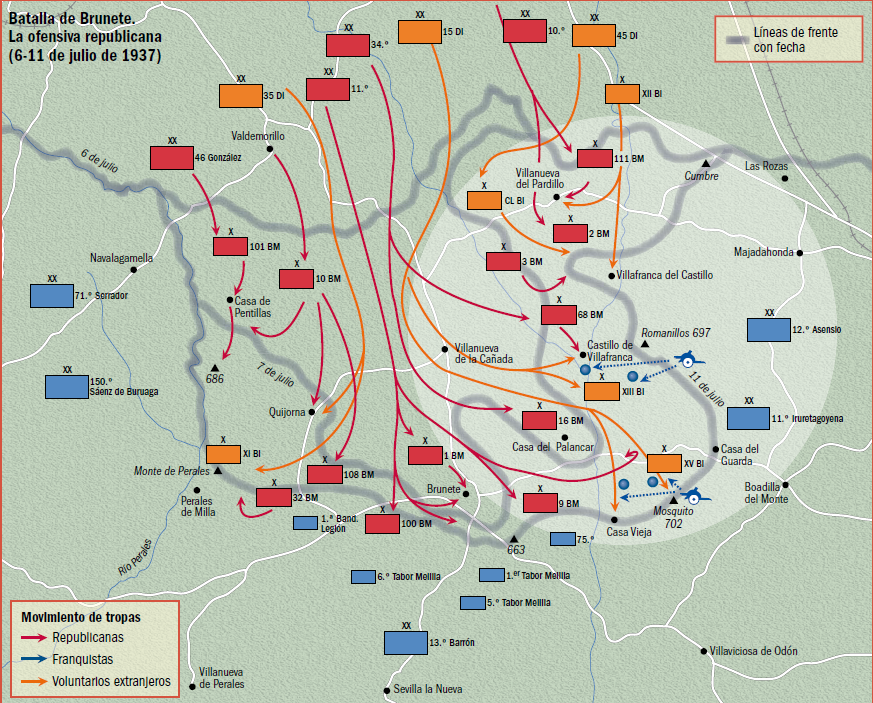
Mapa del ataque republicano en el sector de Brunete, julio de 1937.

En junio de 1937 la brigada se vio inmersa en la Ofensiva de Segovia. Al comienzo de las operaciones se encontraba concentrada en Fuencarral y bajo el mando del milicias Antonio Pérez Quijano. La 3.ª BM participó en apoyo de la 69.ª Brigada Mixta, que intentó el asalto del Alto del León el 30 de mayo y a Cabeza Grande el 2 de junio. La ofensiva fracasó, y el 4 de junio regresó a sus posiciones en Fuencarral. Un mes la 3.ª BM volvió a participar en una nueva ofensiva, la Batalla de Brunete. El 10 de julio intervino y ocupó el Vértice Mocha, aunque lo volvería a perder poco después. Al día siguiente atacó Villafranca del Castillo, manteniéndose en esta zona hasta el día 20, cuando uno de sus batallones perdió las cotas 660 y 640; esto provocó la destitución fulminante de su comandante Pérez Quijano. Hacia el final de la batalla, la brigada se retiró tras el río Aulencia.
El 4 de agosto la 3.ª BM se trasladó al Frente andaluz y se incorporó a la 34.ª División.

### Aragón y Cataluña
A mediados de marzo de 1938 la brigada unidad se trasladó al Frente de Aragón para hacer frente a la gran ofensiva franquista. Ante el desmoronamiento del frente, fue enviada a primera línea de combate, pero no pudo taponar la brecha y sufrió un gran desgaste en la retirada, siendo enviada a la retaguardia para su reorganización. En julio de 1938 se encontraba adscrita a la 56.ª División, lista para participar en la Batalla del Ebro. El 25 de julio intentó cruzar el río por el sector de Amposta, pero el intento falló debido a la fuerte resistencia de las unidades marroquíes. Durante el resto de la batalla tomó parte en diversas operaciones secundarias que buscaban descongestionar el frente de batalla principal, como fueron los combates en la cabeza de puente de Villanueva de la Barca. Cuando en diciembre de 1938 comenzó la campaña de Cataluña la brigada se encontraba destinada en el sector de Serós, aunque no pudo mantener sus posiciones, y tras varios días de resistencia comenzó su retirada hacia la frontera francesa.

### Tras la Guerra civil
Tras cruzar la frontera algunos de los antiguos miembros de la 3.ª BM fueron a parar a campos de concentración como los de Argelès-sur-Mer y Le Barcarès, mientras que otros pasaron a integrarse en la Resistencia francesa para continuar la lucha contra la Alemania nazi. Entre los antiguos miembros de la 3.ª Brigada Mixta que no pudieron escapar de los campos franceses, algunos terminaron en el Campo de concentración de Mauthausen-Gusen.

## Mandos
- Comandante de carabineros José María Galán;
- Capitán de carabineros Emeterio Jarillo Orgaz;
- Capitán de caballería Joaquín de Zulueta Isasi;
- Mayor de milicias Antonio Pérez Quijano;
- Comandante de carabineros Agustín Colomina Solera;
- Comandante de Carabineros Antonio Martínez Rabadán;
- Comandante de infantería Hernando Liñán Castaño;
- Comandante de carabineros José Vila Cuenca;